# 阿塞爾斯坦 (愛荷華州)
阿塞爾斯坦（英語：Athelstan）是位於美國愛荷華州泰勒縣的一個人口普查指定地區。

## 人口
根據2010年美國人口普查的數據，阿塞爾斯坦的面積為0.30平方千米，當中陸地面積為0.30平方千米，而水域面積為0.00平方千米。當地共有人口19人，而人口密度為每平方千米63.33人。